# Deutsche Moden-Zeitung
Deutsche Moden-Zeitung war der Name der zum 1. April 1891, für die ersten zwölf Ausgaben noch unter dem Namen Leipziger Moden-Zeitung, publizierte Modezeitschrift, von denen die drei ersten Ausgaben als „Probeheft“ betitelt waren.
Otto Beyer (1854–1934) gründete für die Deutsche Moden-Zeitung, zunächst als Abteilung im Leipziger Modenhaus August Polich den "Verlag der Deutschen Modenzeitung", den er 1912 in "Verlag Otto Beyer" umbenannte.
Die Deutsche Moden-Zeitung erschien in ihrem ersten Jahrgang 1891/92 mit Schnittmusterbogen als „Große Ausgabe A“ sowie als „Ausgabe B“ ohne Schnittmusterbogen. Sie erreichte Innerhalb kurzer Zeit eine Auflagenhöhe von über 100.000 Exemplare und erschien von 1891 bis zum Jahrgang 1943/44, Heft 8 mit umfangreichen Modeteil zum Selbstschneidern
Seit 1911 war Marie Niedner die Chefredakteurin der Deutsche Moden-Zeitung. Die umfangreiche Serie der "Beyers Handarbeitsbücher" u. a. auch das Buch der Wäsche (1896) wurde unter dem Dach der Deutschen Moden-Zeitung publiziert. 
Das seit Anfang der 1920er Jahre vom Otto Beyer Verlag herausgegebene Periodikum Beyer's Modenblatt Frau – Volk – Welt (Beyer's Modenwelt. Mit Schnittbogen) ging zur Zeit des Nationalsozialismus in der Deutschen Moden-Zeitung auf.